# Schweizer Filmpreis/Beste Montage
Sämtliche Gewinner des Schweizer Filmpreises in der Kategorie Beste Montage werden hier aufgelistet. Der Preis wurde das erste Mal im März 2014 verliehen.
| Jahr | Preisträger          | für den Film                            | Nominierungen |
| ---- | -------------------- | --------------------------------------- | --- |
| 2014 | Tania Stöcklin       | Vaters Garten – Die Liebe meiner Eltern | Stefan Kälin für Der Goalie bin ig Karine Sudan für L'expérience Blocher                                             |
| 2015 | Thomas Bachmann      | Electroboy                              | Christoph Menzi für Der Kreis Christof Schertenleib für Chrieg                                                       |
| 2016 | Kaya Inan            | Above and Below                         | Kaya Inan für Heimatland Michael Schaerer für Heidi                                                                  |
| 2017 | Kaya Inan            | Cahier Africain                         | Tobias Nölle für Aloys Marie-Eve Hildbrand, Marina Rosset und Valentin Rotelli für Mein Leben als Zucchini           |
| 2018 | Gion-Reto Killias    | Almost There                            | Noemi Preiswerk für Blue My Mind Kaya Inan für Papa Moll und die Entführung des fliegenden Hundes                    |
| 2019 | Stefan Kälin         | Chris the Swiss                         | Isabel Meier für Female Pleasure Jean-Luc Godard für Bildbuch (Le Livre d'image)                                     |
| 2020 | Jann Anderegg        | Baghdad in my Shadow                    | Claudio Cea für Bruno Manser – Die Stimme des Regenwaldes Gion-Reto Killias für Where We Belong                      |
| 2021 | Myriam Rachmuth      | Schwesterlein                           | Karine Sudan für Citoyen Nobel Sophie Blöchlinger für Platzspitzbaby                                                 |
| 2022 | Frédéric Baillif     | La Mif                                  | Ramon Zürcher und Katharina Bhend für Das Mädchen und die Spinne Lorenz Merz und Noemi Preiswerk für Soul of a Beast |
| 2023 | Karine Sudan         | (Im)Mortels                             | Raphaël Lefèvre für El Agua Cyril Schäublin für Unruh                                                                |
| 2024 | Aurora Franco Vögeli | Blackbird Blackbird Blackberry          | Nicolas Hislaire für Bisons Sarah Anderson für La voie royale                                                        |
| 2025 | Kevin Schlosser      | Riverboom                               | Ramon Zürcher für Der Spatz im Kamin Gion-Reto Killias für E.1027 – Eileen Gray and the House by the Sea             |